# Kult (Фреден)
Kult Westmünsterland (нем. Kulturhistorische Zentrum Westmünsterland) — культурный центр в городе Фреден (земля Северный Рейн-Вестфалия), основанный в 2016 году властями района Боркен и городской администрацией; в здании, построенном по проекту мюнхенского архитектурного бюро «Pool Leber Architekten», располагается как институт «Landeskundliches Institut Westmünsterland», так и региональная библиотека; существую помещения для размещения местных архивов, проведения лекций и семинаров, читальный зал; центр был открыт в июле 2017 года. При общей площади в 1600 м², kult располагает 1000 м² выставочного пространства, где проводит временные выставки разнообразной тематики: от исторических, до произведений современного искусства.

## История и описание
Культурно-исторический центр «Kult Westmünsterland» расположен в старой части города Фреден, в непосредственной близости от коллегиальной церкви «Stift Vreden» и приходской церкви Святого Георгия. Здание простирается от площади Кирхплатц (Kirchplatz) на более чем 100 метров, вдоль городского рва; на другой рва находится музей под открытым небом «Bauernhaus-Museum Vreden».
Предшественник современного центра, музей «Hamaland-Museum», был создан краеведческим союзом «Heimat- und Altertumsverein der Vredener Lande», основанным в 1926 году. В 1938 году состоялось открытие краеведческого музея в исторических залах местной гостиницы «Gasthaus zum hl. Geist»; данное помещение неоднократно расширялось. В 1970-х годах музей стал районным музеем (Kreismuseum), представлявшим своим посетителям историю района Боркен — с тех пор он находился в совместной собственности района Боркен, города Фреден и союза «Heimatverein Vreden». Значительная часть музейных экспонатов была одолжена у прихода церкви Святого Георгия и краеведческого союза; в те годы временные выставки были посвящены различным историческим темам.
Проект культурного центра родился в контексте программы «Regionale 2016» земли Северный Рейн-Вестфалия; в период с 2010 по 2017 год была реализована идея о создании в регионе мест для сохранения «всеобъемлющей исторической памяти». Цель состояла в том, чтобы собрать различные коллекции, архивы и библиотечные фонды — которые ранее находились в различных помещениях — и сделать их доступными как для образовательных, так и для исследовательских проектов. Трехэтапный процесс оценки перспектив будущего культурного центра начался 2 ноября 2010 года; 20 ноября 2013 года ему был присуждён статус «A» (обязательно к финансированию).
Культурно-исторический центр должен был быть построен с частичным включением уже существовавших зданий — частей старого музея, памятника архитектуры «ehemaliges Armenhaus» и здания «Pulverturm» (Пороховой башни). Снос здания, которое ранее использовалось в качестве молодежного центра (Jugendheim), также создал дополнительное пространство в историческом центре Фредена. Выставочную площадь музея предполагалось увеличить с примерно 1000 до 1600 м²; кроме того, были сформулированы требования к доступности пространства, его функциональности, экономичности и экологичности. По результатам архитектурного конкурса победил проект фирмы «Bez+Kock» (Штутгарт).
Но дальнейшие согласования, в рамках процесса «Vergabeordnung für freiberufliche Leistungen» (VOF), привели к тому, что реализован был проект мюнхенского бюро «Pool Liver Architects», занявший второе место на конкурсе — в сотрудничестве с офисом «Bleckmann / Krys» из Мюнстера. Весь комплекс имеет объем крытых помещений в 24 300 м³: из 4100 м² полезной площади, выставочная площадь в новом здании составляет около 2100 м², а другие выставочные помещения имеют площадь в 400 м²; научные и образовательные услуги предоставляются на площадях в 950 м², а офисы и технические помещения занимают ещё 650 м². В дополнение к входной зоне, на первом этаже музейного здания разместился вместительный конференц-зал.
Торжественная церемония закладки фундамента состоялась в январе 2015 года; стоимость строительства составила 9,4 миллиона евро, при общей стоимости проекта в 13,5 миллионов. Бюро «Pool Liver» получило ряд наград за свой дизайн здания — в том числе «Architecture Masterprize» за 2018 год, в категории «Архитектурный дизайн / Культурная архитектура». Значительную часть постоянной экспозиции занимает историческая коллекция, посвящённая сложной истории региона, находившегося на границе между католическими и протестантскими государствами. Представлены экспонаты как по крестьянскому быту, так и по истории торговли Вестфалии. На первом этаже часть выставочного пространства зарезервирована для специальных (временных) выставок самого различного рода: здесь проводятся как мероприятия по истории, религии и культуре, так и художественные (фотографические) выставки. Так в марте-апреле 2018 году, в рамках проекта «30 years of the German-Dutch graphics marketplace», здесь проходила персональная выставка современной художницы и графика Гудрун Петерсдорф (род. 1955) «Passage trifft Grenze».